# هاري إليس
هاري إليس (بالإنجليزية: Harry Ellis)‏ هو لاعب اتحاد الرغبي بريطاني، ولد في 17 مايو 1982 في ليستر في المملكة المتحدة.

## وصلات خارجية
- هاري إليس على موقع دوري الرغبي الممتاز (الإنجليزية)
- هاري إليس عل موقع إسبنسكروم (الإنجليزية)
- هاري إليس على موقع ItsRugby.co.uk (الإنجليزية)